# Tamara Mitrofanovna Szamszonova
Tamara Mitrofanovna Szamszonova (oroszul: Тама́ра Митрофа́новна Самсо́нова, Uzsur, Krasznojarszki határterület, 1947. április 25. –) orosz sorozatgyilkos, akit 2015 júliusában tartóztattak le két különös kegyetlenséggel elkövetett gyilkosság elkövetésének gyanúja miatt. Állítólag szkizofréniában szenved, korábban három alkalommal került pszichiátriára.

## Életrajza
Szamszonova 1947. április 25-én született Uzsur városában.
A középiskola elvégzése után Moszkvába utazott, és a Moszkvai Állami Nyelvészeti Egyetemen tanult tovább. Az érettségit követően Szentpétervárra költözött, ahol feleségül ment Alekszej Szamszonovhoz. 1971-ben férjével a Dimitrov utcában, az újonnan épült 4-es számú panelházában telepedtek le.
Egy ideig az Intourist utazási irodánál dolgozott, különösen a Grand Hotel Europe-ban. Szamszonova szolgálati ideje a nyugdíjba vonulásakor 16 év volt.
2000-ben eltűnt a férje (állítólag megölte és megszabadult a holttesttől). Bejelentette a férje eltűnését, de a nyomozás nem hozott eredményt. Tizenöt évvel később, 2015 áprilisában ismét a hatóságokhoz fordult, ezúttal a szentpétervári Frunze kerület nyomozó egységéhez, és bejelentette a lakótársa eltűnését is.

## Gyilkosságok
Férje eltűnése után Szamszonova szobákat kezdett kiadni a lakásában. A nyomozók szerint 2003. szeptember 6-án veszekedés közben megölte a bérlőjét. Az áldozat egy 44 éves norilszki származású férfi volt. Ezután feldarabolta a holttestét, majd zsákba pakolta a részeket, és kitette a lakás elé a kukába, ahonnan másnap a szemetesek elvitték.
2015 márciusában Szamszonova megismerkedett a 79 éves Valentyina Nyikolajevna Ulanovával, aki szintén a Dimitrov utcában lakott. Egy közös barátjuk arra kérte Ulanovát, hogy szállásolja el Szamszonovát, amíg az ő házát felújítják. Ulanova beleegyezett. Szamszonova több hónapig élt Ulanova lakásában, és eközben segített a házimunkában. Kezdte megszeretni a lakást, és hosszabb ideig akart ott maradni. Ulanova azonban megkérte, hogy költözzön el, Szamszonova azonban hallani sem akart erről, és nem volt hajlandó elköltözni. Idővel a kapcsolatuk megromlott, és Ulanova nyomatékosan megkérte barátnőjét, hogy távozzon a házból.
Az újabb konfliktus után Szamszonova úgy döntött, hogy megmérgezi Ulanovát. Szamszonova Puskinba utazott, ahol sikerült rábeszélnie egy gyógyszerészt, hogy adjon neki egy vényköteles pszichoaktív gyógyszert, Phenazepamot. Visszatérve a városba, Szamszonova Olivier-salátát, Ulanova kedvencét vásárolt, majd a tablettákat a salátába tette és odaadta a gyanútlan nőnek. Később bukkant rá Ulanova holttestére a konyha padlóján. Szamszonova ekkor döntött úgy, hogy eltünteti a holttestet: egy késsel és fűrésszel nekiállt feldarabolni. Először levágta az áldozat fejét, majd kettévágta a testet és a késekkel több darabra vágta őket. Ahhoz, hogy a táskákat (benne Ulanova maradványaival) kivigye a lakásból többször is fordulnia kellett. Szamszonova a test többi részét a ház körül szórta szét. Az esetet rögzítette a ház biztonsági kamerája, később ez vezetett az asszony lebukásához is.
Július 26-án este megtalálták Ulanova feldarabolt, zuhanyfüggönybe tekert maradványait a Dimitrov utca 10 közelében lévő tó környékén. A csomag kezdetben több napon át nem keltett feltűnést, amíg egy helyi lakos nem kezdett érdeklődni annak tartalma iránt.
Az elhunyt személyazonosságát július 27-én állapították meg, miután kikérdezték a házban lakókat. Amikor a nyomozók bekopogtak Ulanova lakásába, Szamszonova kinyitotta az ajtót a hatóságok előtt. A fürdőszobába belépve a hatóságok vérnyomokat találtak, amely vércsoportja megegyezett a zuhanyfüggönybe csavart hulla vércsoportjával. A nyugdíjast azonnal letartóztatták.

## Nyomozás és kényszerkezelés
A nyomozás megkezdésekor a rendőrök átvizsgálták a lakást. Hamarosan megtalálták az asszony naplóját is, amelyet szakácskönyvek és fekete misék közé rejtett Tamara. A naplókat orosz, német és angol nyelven írta. Ezek a könyvek lettek később a tárgyalás legfontosabb bizonyítékai: ezekben az asszony részletesen leírta a gyilkosságokat, pontos beszámolót adva az akkor ismert kettőn túlmenően további 13 másik gyilkosságról is.
2015. július 29-én Szamszonovát a szentpétervári Frunze kerületi bíróságra vitték, amely elrendelte őrizetbe vételét. A bíróság pszichiátriai vizsgálatokat végzett a gyilkos asszonyon, amely megállapította, hogy az asszony veszélyt jelent a társadalomra és önmagára is, ezért a vizsgálatok lezárultáig egy speciális intézetben helyezték el. 2015 decemberében a kötelező vizsgálatok elvégzésére Szamszonovát a kazanyi szakkórházba szállították. A hatóságok az eddig felderített gyilkosságon kívül a további 14 gyilkossági ügyben is nyomoztak.

## Fordítás
Ez a szócikk részben vagy egészben  a   Tamara Samsonova című angol Wikipédia-szócikk ezen változatának fordításán alapul.  Az eredeti cikk szerkesztőit annak laptörténete sorolja fel. Ez a jelzés csupán a megfogalmazás eredetét és a szerzői jogokat jelzi, nem szolgál a cikkben szereplő információk forrásmegjelöléseként.